# Afázia

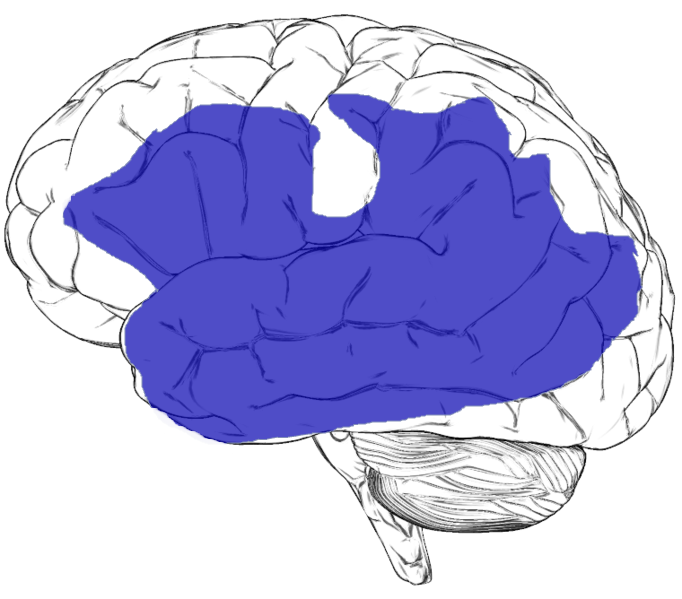
A bal agyfélteke azon részei, ahol afázia alakulhat ki

Az afázia összefoglaló elnevezése azon, kialakult nyelvi képességet érintő nyelvi zavaroknak, amelyek szervi agysérülés (agyi érkatasztrófa, tumor, traumatikus agysérülés, degeneratív betegség) következtében jönnek létre. A szó görög eredetű, jelentése „beszédtelenség”.

## Bevezetés
Az afáziának több formáját lehet megkülönböztetni:
1. szenzomotoros
2. motoros
3. szemantikus
4. szintaktikai

## Tünetei
Az afáziával küzdő személyek, körülírt agysérülés következtében a következő tüneteket tapasztalhatják, ugyanakkor a tünetek közül néhány kapcsolódó problémaként vagy kísérő jelenségként is megjelenhet, olyan kórképek esetén, mint a dysarthria (hangképzés organikus zavara) vagy apraxia (mozgásszervi zavar) és nem elsősorban az afázia következtében. Az afázia tünetei a sérülés helyétől függően változnak. A jelek és tünetek nem feltétlenül jelennek meg minden afáziás betegnél, valamint az erősségük és a kommunikációs készségre gyakorolt zavaró hatásuk is eltérő lehet. Az afáziás gyakran úgy próbálja leplezni betegségét, hogy a pontos szó helyett – aminek megtalálása nehezére esik – körülírást, vagy nonverbális kommunikációt használ. Például: ha arra kérjük, hogy nevezze meg az előtte lévő tollat, akkor megpróbálja elmutogatni a toll használatát.
- A nyelv megértésének képtelensége (gyenge szó- és mondatértés) - következménye pl. az egyszerű utasítások megértésének, követésének képtelensége
- Gyenge kiejtési képesség, amely nem szervi elégtelenség vagy gyengeség következtében alakul ki
- A spontán beszédprodukció képtelensége
- A szavak megformálásának nehézítettsége
- Akadozó (nem folyékony = nonfluens) beszéd
- Kihagyás, hezitáció
- Megnevezési, szótalálási zavar (anomia) – pl. tárgymegnevezés nehézsége
- Újonnan alkotott értelmetlen „szósaláták” (neologizma) használata – ennek következménye lehet a beszéd érthetetlensége
- Szavak vagy mondatok megismétlésének képtelensége (utánmondási zavar)
- Egy szótag, szó vagy mondat állandó, kényszeres ismételgetése (perszeveráció), melyet a gátlási és váltási (kognitív) funkciók zavara okoz
- Fonemikus vagy szemantikai parafáziák megjelenése (betűk, szótagok, szavak hangalaki vagy jelentésbeli hasonlóságon alapuló helyettesítése)
- Agrammatizmus (nyelvtanilag helyes beszéd képtelensége)
- Diszprozódia (rendellenes beszédprozódia a hangsúly, ritmus és ragok atipikus alterációi miatt)
- Hiányos, befejezetlen vagy nyelvtanilag hibás (agrammatikus) mondatok megjelenése
- Olvasás szerzett zavara (alexia)
- Írás szerzett zavara (agráfia)
- Számolás szerzett zavara (akalkulia)
- A szóbeli megnyilvánulás korlátozottsága: szerkezetileg egyszerű közlés, egyszavas mondatok, rövid frázishossz

## Típusai
A szenzomotoros afázia fő tünete ép hallás mellett a beszédmegértés zavara; emellett folyamatos beszéd, szó- és hangtévesztések, neologizmusok jellemzik.
A motoros afáziában a beszédszervi működések mellett leginkább a beszédkészségek érintettek; a beszéd megértése és a nyelvi emlékezet közepesen zavart, ami félreértésekhez vezet.
A szemantikus afáziában egyes szavak jelentésének felfogása sérül.
A szintaktikai afáziában a mondatalkotás nem megfelelő (agrammatizmus).
A felsoroltakon kívül az afáziának másféle és kombinált változatai is lehetségesek, itt megemlíthető például az akalkulia és az alexia.
A vezetési afázia a Broca- és a Wernicke-központ közötti kapcsolat megszakadása, amiben a beteg nem tudja megismételni a mondottakat.
A transzkortikális afáziában az érintett nem tud magától beszélni, de tud hangosan olvasni.
Amnesztikus afáziában folyamatosan képes beszélni, de szómegtalálási nehézségei vannak.
Minden típusban az írott nyelv használata ugyanúgy zavart lehet, mint a beszéd. Globális afáziában a nyelv minden formája érintett, és a beteget akár teljesen megfoszthatja a nyelv minden formájától.
Beszélhetünk továbbá poszterior és anterior afáziáról is, melyek nevüket az agysérülés helyéről kapták. Michael Ullman kétutas modellje taglalja a két agyterület különböző funkcióját. A modell értelmében a nyelvtan idegrendszeri hátterét az anterior területek (Broca-terület, bazális ganglionok), a lexikonét pedig a poszterior területek (bizonyos temporális régiók) adják.
A poszterior afázia legjellemzőbb tünete főleg az igékre és a főnevekre kiterjedő szótalálási zavar. A poszterior afáziában érintett személyek a szabályos múlt idejű alakok képzésében jobban teljesítenek, mint a rendhagyó formák előállításánál. Ennek oka, hogy az agysérülésük során a memóriafüggő lexikon károsodott, míg a szabályos alakok képzéséért felelős területek sértetlenek maradtak. Kialakulása neuropszichológiai kutatások alapján a bal halántéklebeny és a temporo-parietális területek sérüléséhez köthető.
Az anterior afázia egyik legkifejezettebb tünete az agrammatizmus. Az érintettek ugyanis hajlamosak a nyelvtani elemek hibás használatára, elhagyására. A poszterior afáziás betegekkel ellentétben az anterior afáziában érintettek a rendhagyó alakok képzésében mutattak jobb teljesítményt, míg nehézségeik voltak kitalált igék múlt idejű formáinak létrehozásánál. Az anterior afázia kialakulása főként az elülső területek (Broca-terület és szomszédos területei, bazális ganglionok) sérüléséből adódik.
A szenzoros és a motoros afázia klasszikus leírói Carl Wernicke és Paul Broca. A beszéd szenzoros (érző) és motoros (mozgató) központjait a kéreg különböző pontjaira lokalizálták és az afáziát ezen központok sérülésével magyarázták. Az afázia megismerésére való törekvések közös vonása, hogy a beszédfunkciókat, illetve azok zavarát nem egységes elszigetelt központok működésére, hanem többféle idegrendszeri folyamat egyidejű integratív összekapcsolódására, illetve ezek zavarára vezetik vissza. Az afáziás gyermekek rendszeres logopédiai foglalkoztatást igényelnek.

## Kialakulásának okai
Az afázia kialakulásának leggyakoribb oka a stroke, de az agy azon részeinek egyéb betegségei, sérülései, melyek a nyelvi kontroll funkciókkal állnak kapcsolatban szintén okozhatnak afáziát. Az egyéb betegségek közé sorolhatjuk az agy tumorokat, a traumatikus agysérüléseket és a progresszív neurológiai betegségeket is. Ritkán előfordul, hogy herpeszes agyhártyagyulladás következménye az afázia. A herpesz vírus a frontális és temporális lebenyeket, valamint a kéreg alatti struktúrákat és a hippocampális régiót fertőzi meg, amely kiváltó oka lehet az afáziának. Akut betegségek esetén, mint a fejsérülések vagy a stroke az afázia gyorsan terjed. Amikor viszont agytumor, fertőzés vagy demencia okozza lassabban fejlődik ki.
Az afázia oka ezen felül lehet a szubkortikális struktúrák bal féltekében észlelhető mélyszöveti sérülése, melyben a thalamusz, az internális és externális kapszulák, valamint a bazális ganglionok Nucleus Caudutusai is érintettek. Az agysérülés helye, atrófiája és kiterjedése határozza meg az afázia típusát és annak tüneteit. A jobb agyfélteke sérülését követően nagyon kevés ember tapasztal meg afáziát. Ezeknek a személyeknek feltételezhetően különbözik az agy felépítésük, mivel az átlagos populációtól eltérően a jobb féltekéjükben találhatóak bizonyos nyelvi képességhez köthető struktúrák.
Az Elsődleges Progresszív Afázia/Primary progressive aphasia (PPA), elnevezése egy kissé félrevezető, mivel ezt a demencia egy olyan típusa okozza, melynek tünetei az afázia tüneteivel egyezőek lehetnek. Jelentős veszteséggel jár a nyelvi funkcionálás területén, míg más kognitív képességek épek maradhatnak, megtartottak (memória, személyiség). A PPA általában hirtelen szótalálási nehézséggel jár, mely később egy csökkentett nyelvtani képességgel (szintaxis) jár, majd a felfogóképesség zavarához vezet. A PPA etiológiája szerint, nem a stroke, traumatikus agysérülés vagy fertőzés következménye, még mindig bizonytalan, hogy mi a közvetlen oka.
Az epilepszia szintén időszakos afáziával járhat együtt, mintegy epizodikus tünet. Az afázia egy ritka mellékhatásként is felfogható, melyet a fentanyl tapasz okoz, amit krónikus fájdalom enyhítésére használnak.

## Terápia
Amennyiben az afáziát nem egy progresszív betegség (például daganat vagy degeneratív állapot) okozza, akkor a nyelvi zavarok az idő múlásával javulhatnak, különösen egy stroke után. A javulás mértéke az agykárosodás súlyosságától és kiterjedésétől függ. Bár a felépülés gyakori, sok esetben nem lesz teljes. 
Az agy képes alkalmazkodni és új kapcsolatokat létrehozni az idegsejtek között, amit agyi plaszticitásnak hívunk. Ez a természetes helyreállítási folyamat beszédterápiával támogatható, amely segít a kommunikációs képességek helyreállításában, hogy azok a lehető legközelebb kerüljenek a normál szinthez. A sikeres terápia alapfeltétele a demencia hiánya és a páciens elkötelezettsége, motiváltsága. A kezelések általában személyre szabottak, de időnként csoportos foglalkozásokat is beépítenek.
Többféle terápiás módszert alkalmaznak, beleértve a stimulációs technikákat, programozott feladatokat, blokkolásoldó eljárásokat és zenét is használó dallamos intonációs terápiát. Kutatások igazolták, hogy az afáziában szenvedő betegek szisztematikus kezelése sokkal hatékonyabb, mint ha nem kapnának ilyen terápiát.

## Ajánlott irodalom
- Horányi Béla: Neurológia, Budapest, 1961.